# Carrie Ingalls
Caroline Celestia "Carrie" Ingalls Swanzey, född 3 augusti 1870 i Montgomery County i Kansas, död 2 juni 1946 i Keystone, South Dakota, var förebild till en av personerna i Lilla huset på prärien-böckerna. 

## Biografi
Ingalls föddes i Montgomery County i Kansas som tredje barnet till makarna Caroline och Charles Ingalls, samt yngre syster till författaren Laura Ingalls Wilder, som är bäst känd för böckerna om det Lilla huset på prärien. 
Under sina sena tonår arbetade Carrie Ingalls som sättare för De Smet News och därefter för andra tidningar i South Dakota. Den 1 augusti 1912 gifte hon sig med änklingen David N. Swanzey (1854-1938), främst ihågkommen för sin del i namngivningen av Mount Rushmore. Hon blev då styvmor till Swanzeys två barn: Mary Swanzey (född 1904) och Harold Swanzey (1908-1936). Harold Swanzey var en av arbetarna som jobbade med att rista in Mount Rushmore och hans namn återfinns på granitväggarna under monumentet. 
Tillsammans med sin syster Grace tog Carrie hand om sin syster Mary, som var blind, efter deras mors död 1924. Mary Ingalls bodde först med  Grace och sedan med Carrie.
Carrie Ingalls Swanzey var entusiastisk över sin syster Laura Ingalls Wilders böcker och hjälpte till genom att dela med sig av sina barndomsminnen. Liksom Grace och Laura, led hon av diabetes och hon avled av komplikationer av sin diabetes 1946, vid 75 års ålder. Hon överlevde sitt yngsta syskon, Grace (som också dog av diabetes), med nästan fem år. Carrie Ingalls Swanzey är begravd på De Smet Cemetery tillsammans med sina föräldrar och syskon.
Carrie Ingalls porträtteras i både Lilla huset på prärien-böckerna och i filmatiseringarna av böckerna. I TV-serien Lilla huset på prärien gestaltades hon av Lindsay och Sidney Greenbush och i filmerna Beyond the Prairie: The True Story of Laura I och II från 2000 och 2002 spelades hon av Haley McCormick.